# Tropidocephala neogracilis
Tropidocephala neogracilis är en insektsart som beskrevs av Frederick Arthur Godfrey Muir 1913. Tropidocephala neogracilis ingår i släktet Tropidocephala och familjen sporrstritar. Inga underarter finns listade i Catalogue of Life.